# Stenostephanus sessilifolius
Stenostephanus sessilifolius är en akantusväxtart som först beskrevs av Oerst., och fick sitt nu gällande namn av T.F.Daniel. Stenostephanus sessilifolius ingår i släktet Stenostephanus och familjen akantusväxter. Inga underarter finns listade i Catalogue of Life.